# Nowy Cmentarz Parafialny w Turku
Nowy Cmentarz Parafialny w Turku, cmentarz „Na Kobylarce” – rzymskokatolicki cmentarz parafialny w Turku, w województwie wielkopolskim.

## Historia
Nowy cmentarz katolicki założono w 1893 roku, w związku z zamknięciem leżącego po drugiej stronie ulicy starego cmentarza. Zabytkowe groby i grobowce na cmentarzu zostały w dużej mierze zlikwidowane po 1945 roku. W zachodniej części cmentarza znajduje się obelisk poświęcony żołnierzom poległym podczas II wojny światowej. Cmentarz otoczony jest ceglanym parkanem.
Na cmentarzu pochowani zostali m.in. Tomiła Składkowska oraz Stanisław Kączkowski. Pochowano na nim także żołnierzy Armii Czerwonej poległych w 1945 roku w okolicach Turku.